# Полиодонтия
Полиодонти́я (лат. polyodontia от лат. poly — «много» и др.-греч. odus, odontos — «зуб»), гиперодонтия, гипердентия (лат. hyperdentia от лат. hyper, лат. dens, dentis — «зуб»), супрадентия — аномалия числа зубов, выражающаяся в наличии сверхкомплектных зубов (у человека — более чем 20 молочных или 32 постоянных зубов).
Природа полиодонтии до конца не выяснена, предположительно она связана с нарушением механизма закладки зубных зачатков. Сверхкомплектные зубы наиболее часто возникают среди верхних резцов, но также могут возникать и среди нижних резцов и в других областях зубных рядов. Форма и размер таких зубов могут быть различны. Как правило, эти зубы небольшого размера и конической формы. Сверхкомплектные зубы могут вызывать деформацию зубных рядов и в большинстве случаев подлежат удалению.
Как правило, люди, имеющие данную аномалию, шепелявят.
Существует два вида полиодонтии.
- Истинная полиодонтия представляет собой избыток постоянных зубов.
- Ложная полиодонтия возникает из-за задержки выпадения молочных зубов[1].

## В искусстве
- Кинофильм «Тридцать три».
- Совместно созданные песни вокапи продюсеров GHOST и Creep-P «Hyperdontia» и «Novocaine» в исполнении вокалоида V-flower.
- Анимационный сериал «Коллекция Дзюндзи Ито» (2 сезон, 8 серия «Слои страха»).